# Nikola Moro
 Nikola Moro (Solin, 12 de marzo de 1998) es un futbolistas croata que juega en la posición de centrocampista para el Bologna F. C. 1909 de la Serie A de Italia.

## Trayectoria
Debutó con 18 años el 14 de mayo de 2016 en la victoria 4-0 contra el N. K. Lokomotiva en el que jugó 90 minutos. El 12 de diciembre de 2016 debutó en competiciones europeas en la derrota 2-0 contra la Juventus de Turín en un partido correspondiente a la fase de grupos de la Liga de Campeones de la UEFA.
Marcaría su primer gol oficial con el Dinamo Zagreb el 25 de abril de 2017 en la derrota 2-1 contra el Slaven Belupo en la Primera Liga de Croacia 2016-17.
En su primer año con el Dinamo Zagreb ganó la Primera Liga de Croacia 2015-16 y la Copa de Croacia.

## Selección nacional
Tras haber sido internacional en categorías inferiores, en las que fue el capitán de la sub-21, debutó con la selección absoluta de Croacia el 29 de marzo de 2022 en un amistoso ante Bulgaria.

## Clubes
| Club                   | País    | Año       |
| ---------------------- | ------- | --------- |
| G. N. K. Dinamo Zagreb | Croacia | 2016-2020 |
| F. C. Dinamo Moscú     | Rusia   | 2020-2022 |
| Bologna F. C. 1909     | Italia  | 2022-     |

## Palmarés

### Títulos nacionales
| Título               | Club                   | País    | Año  |
| -------------------- | ---------------------- | ------- | ---- |
| Prva HNL             | G. N. K. Dinamo Zagreb | Croacia | 2016 |
| Copa de Croacia      | G. N. K. Dinamo Zagreb | Croacia | 2016 |
| Prva HNL             | G. N. K. Dinamo Zagreb | Croacia | 2018 |
| Copa de Croacia      | G. N. K. Dinamo Zagreb | Croacia | 2018 |
| Prva HNL             | G. N. K. Dinamo Zagreb | Croacia | 2019 |
| Supercopa de Croacia | G. N. K. Dinamo Zagreb | Croacia | 2019 |
| Prva HNL             | G. N. K. Dinamo Zagreb | Croacia | 2020 |
| Copa Italia          | Bologna F. C. 1909     | Italia  | 2025 |